# Équipe d'Écosse de rugby à XV à la Coupe du monde 1991
 (avril 2023).
Si vous disposez d'ouvrages ou d'articles de référence ou si vous connaissez des sites web de qualité traitant du thème abordé ici, merci de compléter l'article en donnant les références utiles à sa vérifiabilité et en les liant à la section « Notes et références ».
L'Équipe d'Écosse de rugby à XV à la Coupe du monde 1991 est éliminée en demi-finale  par l'équipe d'Angleterre. Elle a fini quatrième de la compétition, ayant été battue par  l'équipe Nouvelle-Zélande lors de la petite finale.

## Liste des joueurs
Les joueurs suivants ont joué pendant cette coupe du monde 1991.

### Première ligne
- David Sole  (capitaine)
- Paul Burnell
- John Allan
- Kenny Milne
- Alan Watt

### Deuxième ligne
- Chris Gray
- Doddie Weir
- Damian Cronin

### Troisième ligne
- John Jeffrey
- Finlay Calder
- Derek White
- Derek Turnbull
- Graham Marshall

### Demi de mêlée
- Gary Armstrong
- Greig Oliver

### Demi d’ouverture
- Craig Chalmers
- Douglas Wyllie

### Trois quart centre
- Sean Lineen
- Scott Hastings
- Douglas Wyllie
- Graham Shiel

### Trois quart aile
- Iwan Tukalo
- Tony Stanger

### Arrière
- Gavin Hastings
- Peter Dods  (1 fois capitaine)

## Statistiques

### Meilleur réalisateur
- Gavin Hastings : 61 points